# Departamento Tacuarembó
Tacuarembó ist ein Departamento in Uruguay.

## Geographie
Das flächenmäßig größte Departamento Uruguays liegt im nördlichen Zentrum des Landes, hat jedoch nur eine geringe Bevölkerungsdichte. Die Hauptstadt Tacuarembó im Norden der Region stellt dabei mit 54.757 Einwohnern (Stand: 2011) mehr als die Hälfte der Bevölkerung der Verwaltungseinheit. Sie ist zugleich eine der größeren Städte Uruguays. Zweitgrößte Stadt ist Paso de los Toros mit 12.985 Einwohnern (Stand: 2011). Sie liegt im äußersten Süden des Departamentos in unmittelbarer Umgebung des größten Staudamms Uruguays, des Rincón del Bonete, der den Río Negro staut. Weitere größere städtische Ansiedlungen innerhalb des Departamentos sind San Gregorio de Polanco, Ansina und Curtina.

## Einwohner
Während 2004 noch 90.489 Einwohner gezählt wurden, betrug die im Rahmen der Volkszählung des Jahres 2011 ermittelte Einwohnerzahl 90.053. Davon waren 44.169 Männer und 45.884 Frauen.

## Infrastruktur

### Bildung
Tacuarembó verfügt über insgesamt zwölf weiterführende Schulen (Liceos), in denen 7.261 Schüler von 518 Lehrern unterrichtet werden. Das älteste Liceo des Departamentos ist das in der Departamento-Hauptstadt Tacuarembó angesiedelte, 1912 gegründete 309
Liceo Nº 1 Departamental "Ildefonso Pablo Estéves". (Stand: Dezember 2008)

### Verkehr
Auf dem Gebiet des Departamentos befindet sich mit dem Flughafen Tacuarembó eine Anbindung an den Flugverkehr. Durch das Departamento führt die Bahnstrecke Montevideo - Rivera bzw. Paysandú - Tres Arboles - Rivera. Zudem endete die im Jahr 1980 noch für einen weiteren Streckenausbauabschnitt auf dem Departamentogebiet Tacuarembós bis Cerrillada projektierte Bahnlinie Montevideo - KM 329 an der Grenze zu Durazno. Ferner wird das Departamento von den folgenden Straßen jedenfalls teilweise durchzogen: Ruta 5, Ruta 6, Ruta 26, Ruta 31, Ruta 43 und Ruta 44.

## Politik
Die Führungsposition der Exekutive des Departamentos, das Amt des Intendente, hat Wilson Ezquerra vom Partido Nacional inne.